# Tavukgöğsü

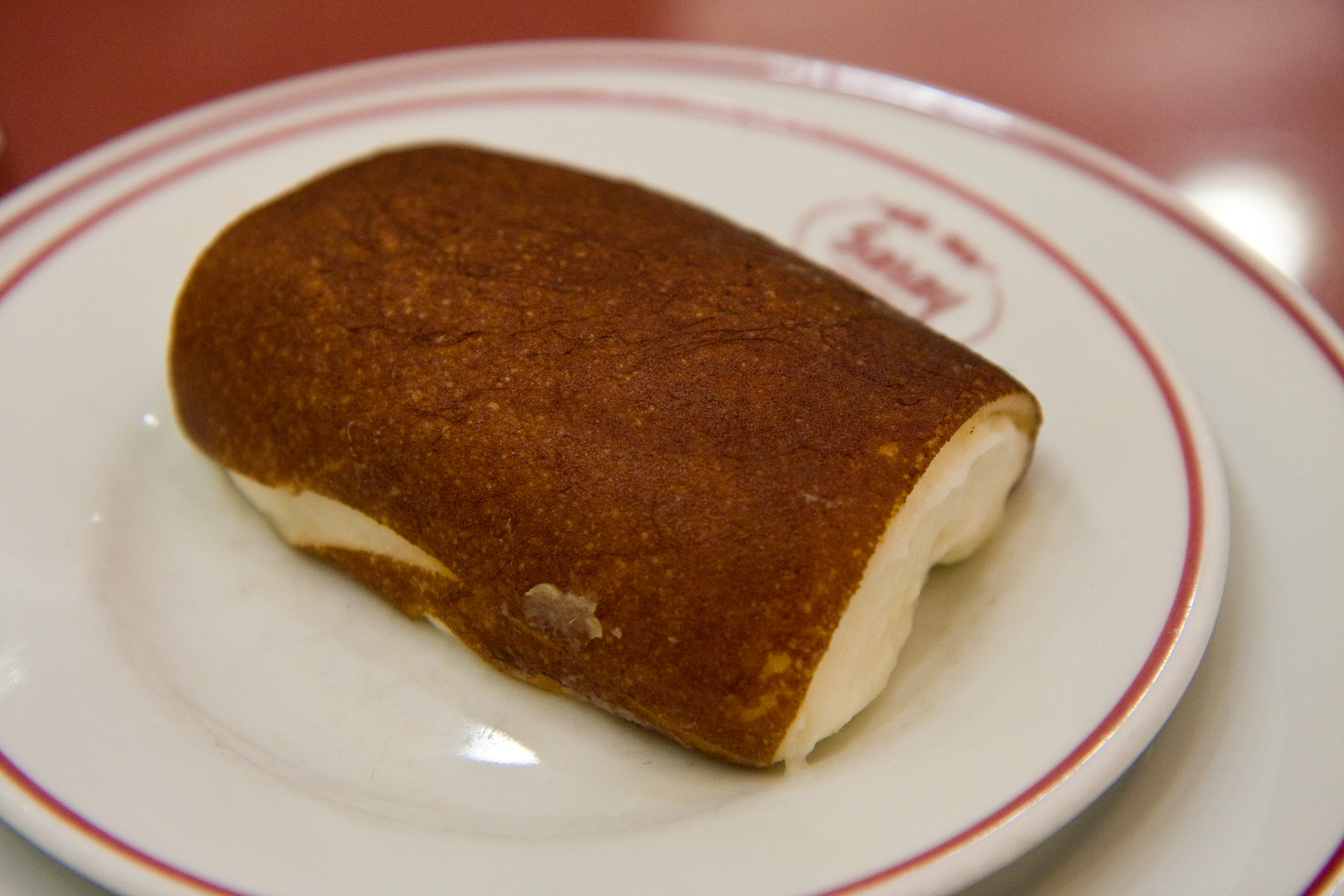
Kazandibi (Vegeu la carn de pollastre.)

Tavukgöğsü són unes postres de la cuina turca. En turc, tavuk göğsü significa "pit de gallina".
En la seva elaboració es fa servir llet, sucre, farina d'arròs i una mica de la carn blanca de pollastre. La carn del pit de pollastre es cou en aigua i després de treure-li l'aigua es mol amb llet. La resta de la preparació s'assembla a la d'altres púdings de llet.
Encara que el pit de gallina dona nom a aquestes postres i la carn és part de la recepta, actualment en molts establiments es prepara sense carn.
Generalment s'empolvora canyella molta sobre d'aquest plat a servir-lo.
Es troba tavukgöğsü a la sofra del soldà otomà Fatih Sultan Mehmet el 17 de juny de 1469.